# Ines Khouildi
Ines Khouildi (født 11. Marts 1985, arabisk: إيناس الخويلدي) er en tunesisk håndboldspiller. Hun spiller for den rumænske klub SCM Gloria Buzău og tidligere Tunesiens håndboldlandshold.
Hun var en del af de tunesiske hold under VM i 2009 i Kina, hvor Tunesien kom på en 14. plads.